# 392

Римська імперія востаннє має єдиного імператора, яким є Феодосій I. У Китаї правління династії Цзінь. В Індії правління імперії Гуптів. У Японії триває період Ямато. У Персії править династія Сассанідів.
На території лісостепової України Черняхівська культура. У Північному Причорномор'ї готи й сармати. Історики VI століття згадують плем'я антів, що мешкало на території сучасної України приблизно з IV сторіччя. З'явилися гуни, підкорили остготів та аланів й приєднали їх до себе.

## Події
- 15 травня вождь франків Арбоґаст схилив до самогубства чи наказав замордувати цезаря Валентиніана II і зробив маріонетковим цезарем Євгенія.

## Народились
- Маркіан, імператор східної частини Римської імперії з 450 по 457 рік

## Померли
- 15 травня — Валентиніан II (* 371), імператор Західної Римської імперії з 375 по 392 рік, співімператор з Граціаном